# Michał Czajkowski

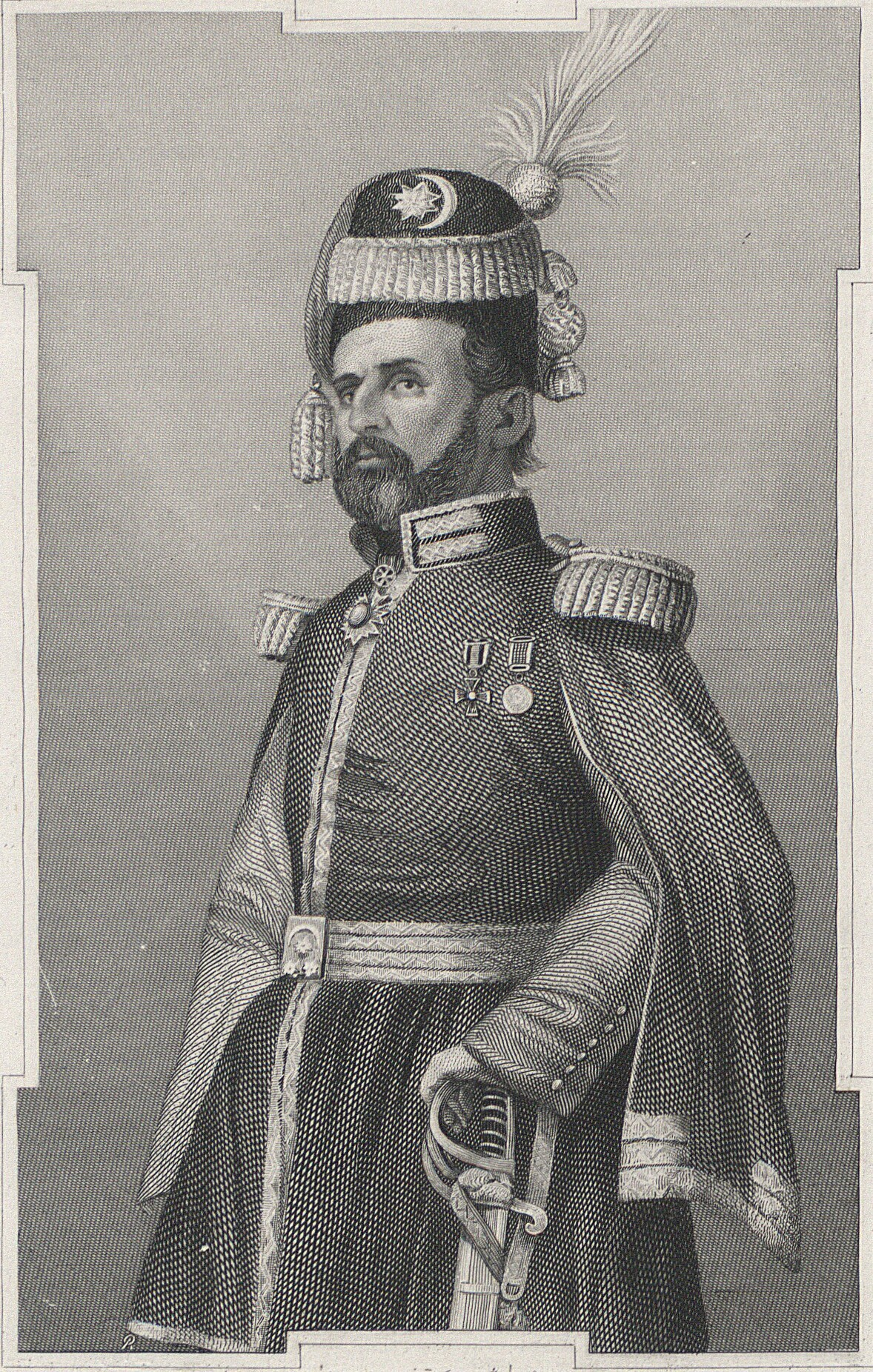
Michał Czajkowski jako Sadyk Pasza

Michał Czajkowski vel Sadyk Pasza (ur. 29 września 1804 w Halczyńcu, zm. 4 stycznia 1886 w Borkach) – działacz niepodległościowy, prozaik i poeta zaliczany do szkoły ukraińskiej polskiego romantyzmu. Ojciec Władysława Czajkowskiego (Muzeffera Paszy), który  został gubernatorem Libanu.

## Życiorys

### Polska i Francja
Był synem Stanisława Czajkowskiego, podkomorzego żytomierskiego, i Petroneli z Głębockich. Pochodził z rodziny Czajkowskich osiadłej od XVII w. na Ukrainie, wywodzącej się ze wsi Czajki. Ukończył szkołę w Berdyczowie, w 1828 rozpoczął studia prawnicze na Królewskim Uniwersytecie Warszawskim. Brał udział w powstaniu listopadowym jako dowódca oddziału kozaków w regimencie kawalerii swojego szwagra Karola Różyckiego. Po upadku powstania wyemigrował do Królestwa Francji. W Paryżu związał się najpierw z Konfederacją Narodu Polskiego, a od 1838 ze stronnictwem Adama Czartoryskiego (tzw. Hotelem Lambert). W 1837 debiutował poetyckimi Powieściami kozackimi, wydanymi w Paryżu.

### Turcja
W 1841 Czajkowski przybył nad Bosfor do Konstantynopola, mianowany przez księcia Adama Czartoryskiego szefem Agencji Głównej Misji Wschodniej Hotelu Lambert. Jej celem było przeciwstawianie się rosyjskim wpływom w Turcji. W tym samym czasie w Turcji przebywało wielu emigrantów, byłych uczestników powstania listopadowego, którzy często nie mieli co z sobą począć i nie mieli środków do życia. Z inicjatywy ks. Czartoryskiego zakupił w okolicach położonych ok. 30 km od ówczesnego Stambułu nieuprawiane tereny, na których księża lazaryści zaczęli tworzyć wieś. W dniu 19 marca 1842 poświęcono pierwszą chatę, a wieś nazwano Adampolem na cześć Adama Czartoryskiego. Oprócz powstańców listopadowych Czajkowski osiedlał we wsi także wykupionych z niewoli tureckiej i czerkieskiej jeńców-Polaków przymusowo wcielonych do armii rosyjskiej na Kaukazie.
W 1850 przeszedł na służbę turecką i przyjął islam. Jako Mehmed Sadyk Effendi nadal działał dla sprawy polskiej i bałkańskiej. Podczas wojny krymskiej zorganizował formację kozaków sułtańskich, którymi dowodził w czasie kampanii w 1854 oraz po wojnie do 1870. Po śmierci żony, Ludwiki Śniadeckiej, zaczął ulegać ideom panslawizmu. Zdymisjonowany w końcu 1872 roku, przeszedł na przyznaną mu przez sułtana emeryturę.

### Powrót do kraju

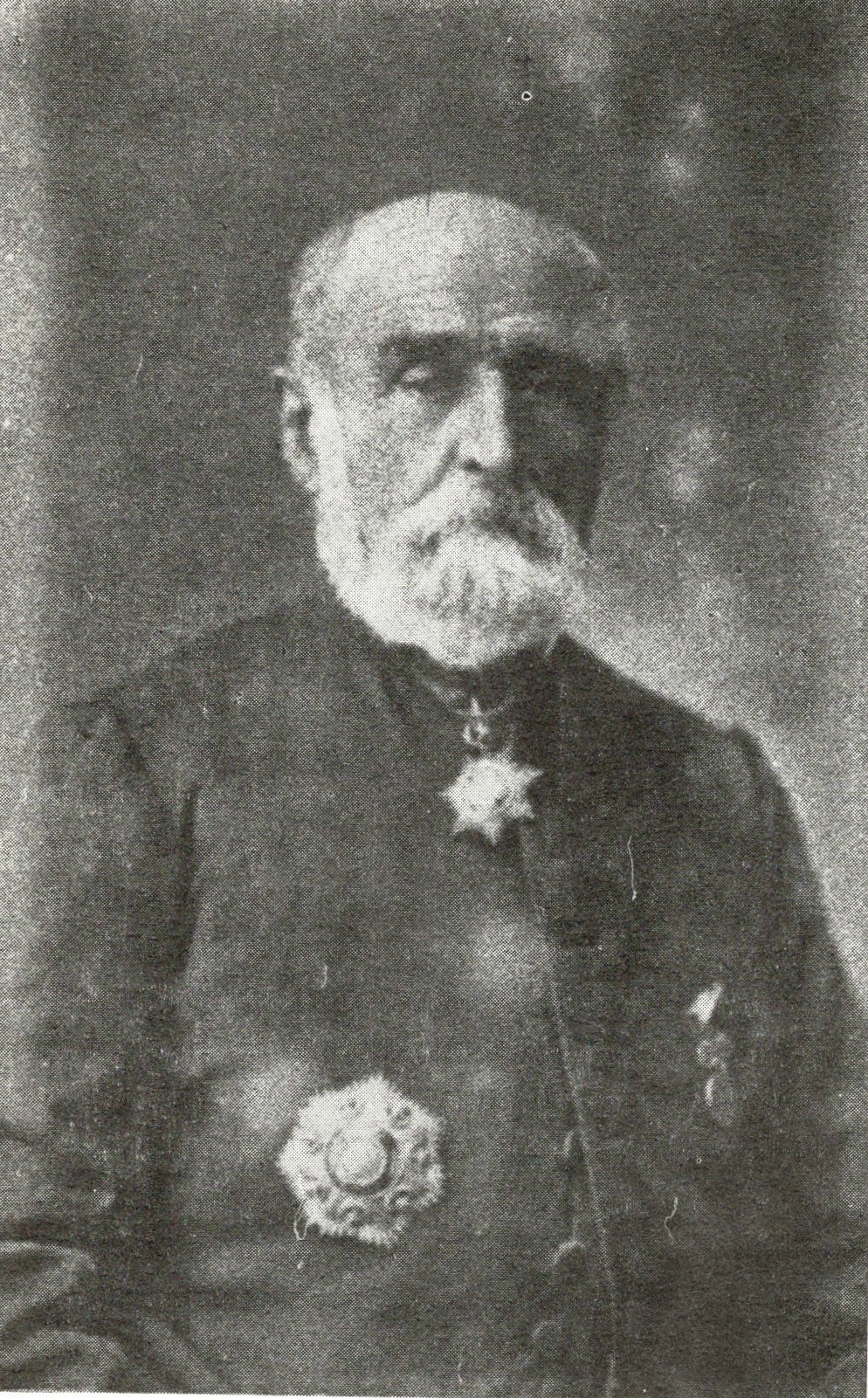
Michał Czajkowski w podeszłym wieku, udekorowany orderami carskimi (?)

Uzyskawszy amnestię carską w 1872 opuścił Turcję i w towarzystwie nowej żony, Greczynki Ireny Teoscolo, udał się do Kijowa. Nawoływał do pojednania z Rosją i zjednoczenia wszystkich Słowian pod berłem Aleksandra II, ale nie zdołał osiągnąć na Ukrainie żadnych wpływów. Po roku starań osiadł w zakupionej z carskiego daru wiosce Borki i przestał zajmować się aktywnie polityką. Po wcześniejszej konwersji na islam ze względów politycznych, powrócił do chrześcijaństwa, przechodząc na prawosławie. 

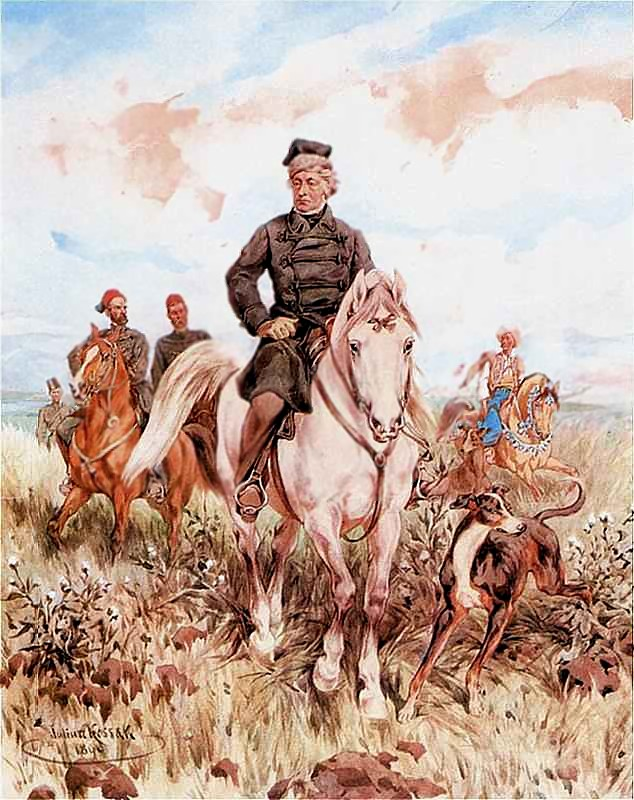
Adam Mickiewicz z Sadykiem Paszą w Turcji, akwarela Juliusza Kossaka

### Samobójstwo
Odebrał sobie życie strzałem z pistoletu. Przyłożył sobie do serca rewolwer – i wystrzelił. Kula nie trafiła w serce, przeszła bokiem, przeszyła jamę brzuszną i nadwyrężyła kość pacierzową. Po tym przyjechała komisja żeby zbadać przyczynę samobójstwa; na zapytanie jej Sadyk-Pasza odpowiedział: „Życie obrzydło!”. Umarł wkrótce, z powodu upływu krwi do jamy brzusznej.

## Twórczość

### Charakterystyka
W swojej twórczości poetyckiej Czajkowski opiewał żywioły rządzące duszą Kozaka, a więc popęd ku skrajności, umiłowanie wolności, namiętny temperament i odrębna kulturowo od tradycji polskiej etyka ahistoryczności. Dzięki temu poezja Czajkowskiego bliższa była duchowi byronizmu niż twórczość wieszczów.
Emigracyjne powieści historyczne Czajkowskiego stanowiły prozatorski odpowiednik poezji tzw. szkoły ukraińskiej polskiego romantyzmu. Przenikały je tendencje polonofilskie. Zdaniem autora przeznaczeniem Ukraińców jest współpraca z Polską, oparta na wspólnym historycznym dziedzictwie oraz istnieniu tego samego wroga, Rosji, pragnącej podporządkować obydwa narody. W Wernyhorze rzeź humańska ukazana jest jako wynik rosyjskiej manipulacji. Tytułowy mędrzec Wernyhora uosabia wspólnotę polsko-ukraińską, daremnie próbując przeciwstawić się krwawemu rozwojowi wydarzeń.
Podobny obraz Kozaków zawarty jest w powieści Stefan Czarnecki, rozgrywającej się na Kresach w czasie potopu szwedzkiego. Silniej jednak podkreślone jest przywiązanie Kozaków do Rzeczypospolitej, stonowany także został ich pociąg do zła. Utwór pomija bunt Chmielnickiego, skupiając się na walkach ze Szwedami i wspólnym ratowaniu ginącej ojczyzny. Dwie główne tezy powieści to jedność w walce jako szansa ocalenia i rola króla, będącego symbolem wolnej ojczyzny. Oba te twierdzenia bliskie były przekonaniom Hôtelu Lambert. Późniejsza Trylogia Sienkiewicza kontynuuje tematykę oraz wymowę powieści kresowych Czajkowskiego.
Czajkowski wniósł także wkład do rozwoju polskiej techniki powieściopisarskiej. Szeroko wykorzystywał niespodziewane zwroty akcji, porwania, tajemnicze i opętane przez zło postaci, wyrazistych bohaterów (np. łgarz Żytkiewicz w Czarneckim, w pewnym stopniu protoplasta Zagłoby), koloryt lokalny i językowy (rutenizmy leksykalne i składniowe).
Mniej typowa dla Czajkowskiego była powieść Kirdżali. Co prawda akcja dzieje się, podobnie jak w innych utworach, w czasach burzliwych wydarzeń historycznych (walki Słowian z Turkami w latach 20. XIX w.), ale większy nacisk położony jest na historię miłości i namiętności oraz studium człowieka owładniętego dumą, pychą i żądzą sławy. Kirdżali zbliża się do powieści psychologicznej, kreując rzadki w polskiej prozie typ bohatera bajronicznego, targanego pasjami i namiętnościami.

### Wybrane dzieła
- Powieści kozackie (1837)[5]
- Wernyhora wieszcz ukraiński: powieść historyczna z roku 1768 (1838)[6][7]
- Kirdżali. Powieść naddunajska (1839)[8]
- Stefan Czarniecki (1840)[9][10]
- Hetman Ukrainy (1841)[11][12]
- Owruczanin (1841)[13][14]
- Dziwne życia Polaków i Polek (1865)[15]

### Inne utwory
- Anna: powieść (1861) Lipsk.[16]
- Bułgarja: powieść słowiańska (1872) Lipsk.[17]
- Gawędy Michała Czajkowskiego (1840) Paryż.[18]
- Kozaczyzna w Turcyi: dzieło w trzech częściach (1857) Paryż.[19]
- Legendy (1885) Lipsk.[20]
- Moje wspomnienia o wojnie 1854 roku (1962) Warszawa.
- Na Moskwę: powieść z czasów napoleońskich (1900) Mikołów.[21]
- Nemolaka: powieść słowiańska (1873) Lipsk.[22]
- Powiastki i gawędy (1850) Petersburg[23]
- Nowe powiastki i gawędy (1852) Petersburg[24].
- Orleńko: powieść kozacka (1918) Mikołów.[25]
- Pamiętniki Sadyka Paszy Michała Czajkowskiego (1898) Lwów.[26]
- Szwedzi w Polsce: romans historyczny (1851) Petersburg.[27][28]
- Tureckie anegdoty: z tradycyjnych wspomnień Michała Czajkowskiego (Sadyk Paszy) (1883) Moskwa [po rosyjsku].[29]
- Ukrainki (1841) Paryż.[30]

## Pamiątki po Michale Czajkowskim
Muzeum Narodowe Ziemi Przemyskiej w Przemyślu posiada pamiątki po Michale Czajkowskim: meble, portret.